# Maryna Mnich
Maryna, znana jako Maryna Mnich, Maryn, Marynus, Pelagia i Maria Aleksandryjska – chrześcijańska święta z azjatyckiej części Bizancjum, najprawdopodobniej z Libanu. Szczegóły na temat jej życia różnią się w zależności od źródeł. Prawdopodobnie żyła w V wieku, a jej pierwsza biografia została napisana prawdopodobnie między 525 a 650 rokiem; tekst zachował się w kilku rękopisach, w tym jednym z X wieku.

## Legenda
Maryna (w niektórych zachodnich zapisach) bądź Maria lub Mariam w innych przekazach była dzieckiem bogatych chrześcijańskich rodziców. Jej matka zmarła, gdy Maryna była bardzo młoda, więc została wychowana jako pobożna chrześcijanka przez swojego ojca Eugeniusza. Gdy Maryna zbliżała się do wieku małżeńskiego, jej ojciec zamierzał znaleźć swojemu dziecku męża, a następnie udać się na emeryturę do klasztoru Qannoubine w dolinie Kadisza w Libanie. Kiedy Maryna dowiedziała się o jego planie, zapytała, dlaczego zamierza ocalić własną duszę „i zniszczyć jej”. Na pytanie ojca: „Co mam z tobą zrobić? Jesteś kobietą”, Maryna odpowiedziała, że będzie z nim żyła jako mnich: potem ogoliła głowę i przebrała się w męskie ubrania. Eugeniusz, widząc silną determinację swojego dziecka, oddał cały swój majątek biednym i udał się z Maryną do Doliny Kadisza, aby żyć we wspólnocie klasztornej, gdzie dzielili celę. Przybrała imię Maryn (lub Marynus). Inni mnisi przypisywali miękki głos Maryna długim okresom modlitwy albo wierzyli, że ich nowy brat był eunuchem.
Po dziesięciu latach wspólnej modlitwy, postu i uwielbienia Boga Eugeniusz zmarł. Osamotniona Maryna stała się jeszcze bardziej ascetyczna i nadal ukrywała swoją płeć. Pewnego dnia opat klasztoru wysłał ją wraz z trzema innymi mnichami, aby zajęła się pewnymi sprawami klasztoru. Ponieważ podróż była długa, mnisi musieli spędzić noc w karczmie. Kwaterował tam również żołnierz wschodniego frontu rzymskiego. Widząc piękno córki karczmarza, która tam pracowała, żołnierz uwiódł ją i,,zbezcześcił jej dziewictwo”, każąc jej powiedzieć: „to mnich, ojciec Maryn, zrobił mi to”, gdyby zaszła w ciążę.
Po pewnym czasie okazało się, że córka karczmarza jest w ciąży. Zgodnie z poleceniem żołnierza powiedziała ona ojcu, że winę ponosi Maryn. Usłyszawszy tę historię, mężczyzna udał się wściekły do opata klasztoru. Opat uspokoił mężczyznę i powiedział, że załatwi sprawę. Wezwał Marynę i surowo ją skarcił. Kiedy Maryna zdała sobie sprawę z tego, co się dzieje, upadła na kolana i rozpłakała się, wyznając swoją grzeszność (bez wyraźnego określenia, w jaki sposób zgrzeszyła) i prosząc o przebaczenie. Opat kazał Marynie opuścić klasztor. Zrobiła to natychmiast i przez kilka lat pozostawała poza bramami jako żebrak. Kiedy córka karczmarza urodziła, dziecko oddano Marynie. Karmiła ona dziecko owczym mlekiem dostarczanym przez miejscowych pasterzy i przez dziesięć lat opiekowała się nim poza klasztorem. W końcu mnisi przekonali opata, aby pozwolił Marynie wrócić; zgodził się, ale nałożył też surowe kary na Marynę, która oprócz regularnych obowiązków monastycznych i opieki nad dzieckiem wykonywała ciężką pracę przy gotowaniu, sprzątaniu i noszeniu wody.
W wieku czterdziestu lat Maryna zachorowała. Trzy dni później zmarła z powodu choroby. Opat zarządził oczyszczenie ciała Maryny, zmianę ubrania i przeniesienie do kościoła na modlitwę pogrzebową. Wypełniając te zadania, mnisi odkryli, że w rzeczywistości była kobietą. To sprawiło, że byli bardzo zmartwieni. Mnisi poinformowali o tym opata, który stanął u boku Maryny i gorzko zapłakał nad wyrządzonymi krzywdami. Opat wezwał następnie właściciela gospody i poinformował go, że Maryna jest kobietą. Karczmarz udał się tam, gdzie leżało ciało, a także płakał z bólu i cierpienia, które niesłusznie sprowadził na Marynę. Podczas modlitw pogrzebowych jeden z mnichów, który był niewidomy na jedno oko, po dotknięciu ciała miał odzyskać ponownie pełny wzrok. Wierzono też, że Bóg pozwolił diabłu dręczyć córkę karczmarza i żołnierza, i że dlatego udali się tam, gdzie pochowano świętą, gdzie wyznali winy przed wszystkimi i prosili o przebaczenie.

## Kult

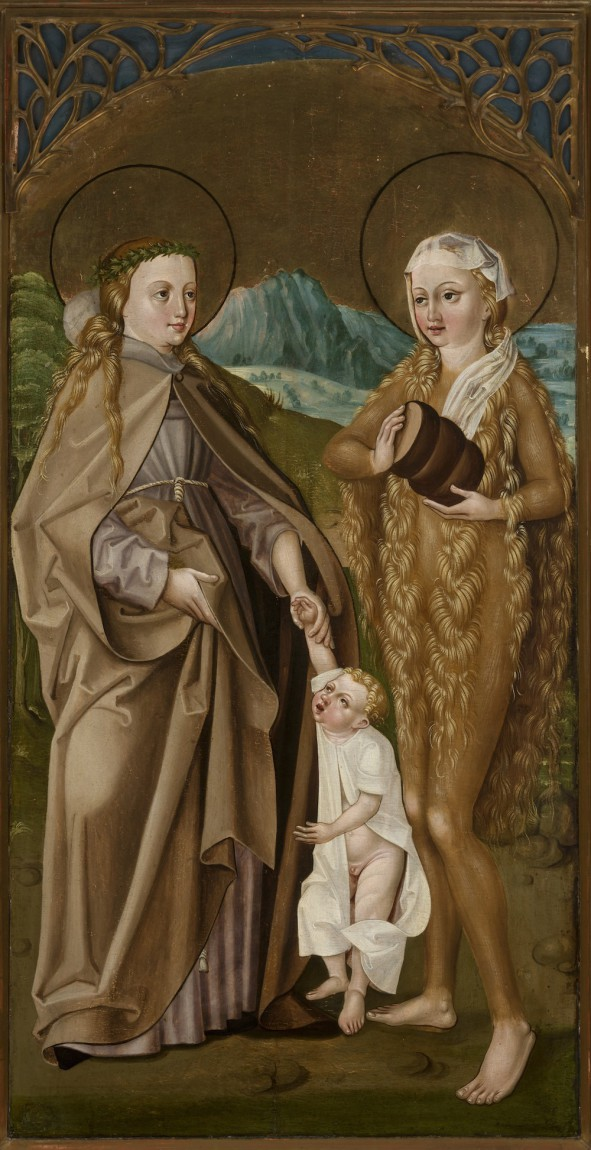
Maryna (po lewej) i Maria Egipcjanka na krakowskim poliptyku św. Jana Jałmużnika

Dziś Koptyjski Kościół Ortodoksyjny twierdzi, że ciało Maryny jest przechowywane w kościele św. Marii w Haret Elroum w Kairze i nie uległo rozkładowi. Jest pokazywane wiernym w święto Maryny, 15 dnia miesiąca Mesori (Mesra). Kościół katolicki twierdzi, że relikwie Maryny zostały przeniesione do kościoła Santa Marina w Wenecji w 1230, a część z nich trafiła z Wenecji do kościoła jej imienia w Paryżu. Wspomnienie Maryny jest obchodzone 18 czerwca, a 17 lipca obchodzone jest wspomnienie przeniesienia jej relikwii.
Maryna jest czczona w kościele katolickim, cerkwi prawosławnej i koptyjskim kościele ortodoksyjnym.
Ponieważ żywot Maryny doczekał się tłumaczeń na wiele języków (syryjski, koptyjski, łacina, arabski, etiopski, francuski, niemiecki, grecki, armeński...), święta zyskała popularność na wschodzie i zachodzie. Jej kult stał się uniwersalny, wykraczając poza jej ojczyznę. Tłumaczone manuskrypty nie wspominały o miejscu życia i urodzeniu Maryny, dlatego wierni adaptowali je na potrzeby lokalnych miejsc kultu. W Polsce Marynę/Marychnę czczono na Śląsku, a lokalne legendy twierdziły, że jej ciało znajdowało się "w mieście Glewicach na Śląsku, w ołtarzu byłego kościoła oo. franciszkanów". Została też ona przedstawiona na jednej z kwater poliptyku św. Jana Jałmużnika w krakowskim kościele Augustianów na Kazimierzu.